# Štěpán Pagan
Štěpán Pagan (1685, Salkan, Itálie – 26. března 1758 Třebíč) byl český sochař italského původu. Jeho jméno se uvádí také s příjmením Pohan, Pagon, Bagon, Pagoni, Pacon, Pakon nebo Bagan.

## Biografie

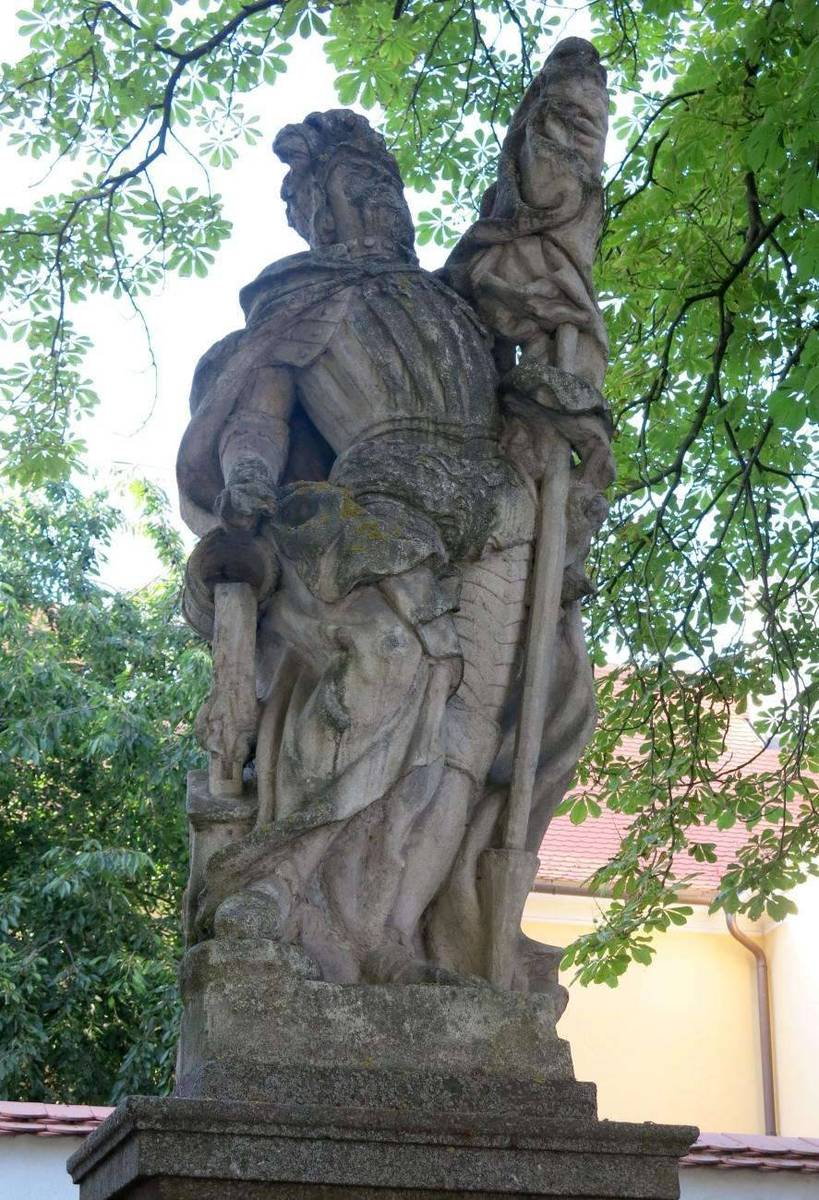
Socha sv. Floriána na Masarykově nám. v Třebíči před restaurováním

Štěpán Pagan se narodil v roce 1685 v Salkanu v Gorici, dne 22. června 1717 se v Třebíči oženil s Marií Bisattovou, vdovou po Pavlu Bisattovi, rozenou Komárkovou (narozenou 8. ledna 1669 v Třebíči do rodiny Samuela a Anny Komárkových). V Třebíči si zřídil sochařskou a řezbářskou dílnu. Díky manželskému svazku získal dům v Třebíči, který však musel kvůli nedostatku peněz prodat.
Věnoval se primárně sochařství v Třebíči a okolí. Je autorem mnoha mariánských sloupů. V Budišově je jeho dílem například památkově chráněný sloup Nejsvětější Trojice z roku 1720, další sochy v Budišově jsou také většinou jeho dílem. V Třebíči vytvořil sochu svatého Floriana, která byla po Paganově smrti umístěna na jedné z kašen na Karlově náměstí a později byla přesunuta na Masarykovo náměstí. Ve Starči byla na mostě umístěna socha sv. Jana Nepomuckého. Další sochy Štěpána Pagana jsou umístěny na mostě nedaleko zámku v Jaroměřicích nad Rokytnou a ve stejném městě je na náměstí postaven mariánský sloup s ozdobami. Další mariánský sloup mezi lety 1721 a 1726 vytvořil v Ivančicích. V roce 1728 pak postavil mariánský sloup v Hostěradicích a 1718 v Drnholci.